# Associazione Calcio Mantova 1990-1991
Questa pagina raccoglie le informazioni riguardanti l'Associazione Calcio Mantova nelle competizioni ufficiali della stagione 1990-1991.

## Stagione
Nella stagione 1990-91 il Mantova ha disputato il girone A del campionato di Serie C1, con 19 punti in classifica si è piazzato in diciottesima ed ultima posizione retrocedendo in Serie C2 con Trento, Carrarese e Varese. Il torneo è stato vinto con 45 punti dal Piacenza che è stata promossa in Serie B con il Venezia che giunto secondo con 44 punti affiancato al Como, lo ha battuto in uno spareggio, Venezia-Como (2-1). Tre cambi di allenatore non sono bastati ai virgiliani per mantenere la categoria, unica reazione d'orgoglio, nel giorno che avrebbe dovuto sancire il declassamento in Serie C2, il Mantova espugna il "Brianteo" di Monza, vendicando il pesante ko dell'andata, rimandando di una settimana la retrocessione, comunque con un mese di anticipo sul termine del torneo. Miglior realizzatore stagionale Stefano Rebonato preso dal Catanzaro, autore di 7 reti, delle quali 6 in campionato ed una in Coppa. Nella Coppa Italia nazionale subito fuori nel primo turno ad eliminazione diretta, per mano della Cremonese. Nei sedicesimi della Coppa Italia di Serie C i biancorossi vengono eliminati in autunno, nel doppio confronto con il Piacenza.

## Rosa
| N. |                   | Ruolo | Calciatore          |
| -- | ----------------- | ----- | ------------------- |
|    | Italia (bandiera) | A     | Gianluca Baldini    |
|    | Italia (bandiera) | P     | Mirko Benevelli     |
|    | Italia (bandiera) | D     | Paolo Beruatto      |
|    | Italia (bandiera) | A     | Alberto Bergossi    |
|    | Italia (bandiera) | D     | Lucio Caccialupi    |
|    | Italia (bandiera) | C     | Claudio Canzian     |
|    | Italia (bandiera) | D     | Roberto Carannante  |
|    | Italia (bandiera) | C     | Massimo Ceccaroni   |
|    | Italia (bandiera) | D     | Riccardo Cini       |
|    | Italia (bandiera) | D     | Ugo Cipelli         |
|    | Italia (bandiera) | P     | Alessandro D'Amico  |
|    | Italia (bandiera) | C     | Cristiano Di Loreto |
|    | Italia (bandiera) | D     | Michele Fadda       |

| N. |                   | Ruolo | Calciatore              |
| -- | ----------------- | ----- | ----------------------- |
|    | Italia (bandiera) | C     | Davide Lampugnani       |
|    | Italia (bandiera) | A     | Alessandro Manetti      |
|    | Italia (bandiera) | D     | Massimiliano Nardecchia |
|    | Italia (bandiera) | A     | Francesco OrtolIni      |
|    | Italia (bandiera) | D     | Aldo Pallotta           |
|    | Italia (bandiera) | D     | Emanuele Pennacchioni   |
|    | Italia (bandiera) | D     | Paolo Petrullo          |
|    | Italia (bandiera) | A     | Stefano Rebonato        |
|    | Italia (bandiera) | D     | Danilo Ronzani          |
|    | Italia (bandiera) | A     | Massimiliano Ruffo      |
|    | Italia (bandiera) | C     | Arcangelo Sciannimanico |
|    | Italia (bandiera) | C     | Bruno Spinelli          |
|    | Italia (bandiera) | C     | Claudio Valigi          |

## Risultati

### Campionato

#### Girone di andata
| Arbitro: | Ferro (Verona) |

|              |           |                                |
| Rebonato 33’ | Marcatori | 25’, 30’ Mainardi 57’ L. Rossi |

| Lugo di Romagna 23 settembre 1990 2ª giornata | Baracca Lugo    | 0 – 0 | Mantova | Stadio Comunale\| Arbitro: \| Dinelli (Lucca) \| |
| Arbitro:                                      | Dinelli (Lucca) |       |         |                                                  |

| Verona 30 settembre 1990 3ª giornata | Chievo             | 0 – 0 | Mantova | Stadio Marcantonio Bentegodi\| Arbitro: \| Contente (Salerno) \| |
| Arbitro:                             | Contente (Salerno) |       |         |                                                                  |

| Mantova 7 ottobre 1990 4ª giornata | Mantova         | 0 – 0 | Carrarese | Stadio Danilo Martelli\| Arbitro: \| Bortoli (Schio) \| |
| Arbitro:                           | Bortoli (Schio) |       |           |                                                         |

| Arbitro: | Scarcelli (Cosenza) |

|                    |           |                      |
| Francioso 19’, 37’ | Marcatori | 79’ (rig.) Ceccaroni |

| Arbitro: | Destro (Alessandria) |

|                      |           |              |
| Ceccaroni 76’ (rig.) | Marcatori | 62’ Vincenzi |

| Arbitro: | Marchese (Napoli) |

|                  |           |                   |
| Fusci 47’ (rig.) | Marcatori | 18’, 78’ Rebonato |

| Arbitro: | Forte (Marsala) |

|             |           |               |
| Canzian 65’ | Marcatori | 54’ F. Romano |

| Arbitro: | Bertocci (Genova) |

|                         |           |  |
| Carboni 26’ Musella 36’ | Marcatori |  |

| Mantova 25 novembre 1990 10ª giornata | Mantova       | 0 – 0 | Vicenza | Stadio Danilo Martelli\| Arbitro: \| Lana (Torino) \| |
| Arbitro:                              | Lana (Torino) |       |         |                                                       |

| Arbitro: | Canzonieri (Roma) |

|           |           |              |
| Giani 28’ | Marcatori | 16’ Rebonato |

| Arbitro: | Griffo (Palermo) |

|                                 |           |                                                         |
| Romano 19’ (aut.) Ceccaroni 30’ | Marcatori | 18’, 73’ Di Biagio 23’ Vivarini 53’ Chiappino 84’ Marta |

| Arbitro: | Branzoni (Pavia) |

|               |           |             |
| Antonioli 26’ | Marcatori | 75’ Ronzani |

| Arbitro: | Rausa (Cosenza) |

|              |           |  |
| Perrotti 63’ | Marcatori |  |

| Arbitro: | Carozzi (Alessandria) |

|  |           |                      |
|  | Marcatori | 7’ Baldo 89’ Massara |

| La Spezia 13 gennaio 1991 16ª giornata | Spezia          | 0 – 0 | Mantova | Stadio Alberto Picco\| Arbitro: \| Rizzo (Catania) \| |
| Arbitro:                               | Rizzo (Catania) |       |         |                                                       |

| Arbitro: | Conocchiari (Macerata) |

|  |           |                                |
|  | Marcatori | 22’ Cappellini 56’ Cornacchini |

#### Girone di ritorno
| Arbitro: | Freddi (Sassari) |

|              |           |  |
| Mainardi 33’ | Marcatori |  |

| Arbitro: | Contente (Salerno) |

|             |           |  |
| Manetti 39’ | Marcatori |  |

| Arbitro: | Brignoccoli (Ancona) |

|             |           |            |
| Rebonato 5’ | Marcatori | 73’ Perina |

| Arbitro: | Patessio (Pordenone) |

|                  |           |  |
| Lazzini 19’, 62’ | Marcatori |  |

| Arbitro: | Gronda (Genova) |

|                     |           |             |
| Aguzzoli 48’ (aut.) | Marcatori | 87’ Bagnoli |

| Arbitro: | Franceschini (Bari) |

|                                      |           |  |
| Pradella 19’, 40’ Canzian 55’ (aut.) | Marcatori |  |

| Arbitro: | Vasquez (Lecce) |

|                 |           |                  |
| B. Spinelli 27’ | Marcatori | 73’ (rig.) Fusci |

| Arbitro: | Scotton (Bassano del Grappa) |

|               |           |  |
| F. Romano 87’ | Marcatori |  |

| Arbitro: | Minotti (Frosinone) |

|               |           |                            |
| Ceccaroni 24’ | Marcatori | 28’ Prete 30’, 88’ Musella |

| Arbitro: | Zucchini (Bologna) |

|                  |           |  |
| F. Gasparini 85’ | Marcatori |  |

| Arbitro: | Baudo (Torino) |

|  |           |                        |
|  | Marcatori | 16’ Montrone 55’ Giani |

| Arbitro: | Ambrosio (Como) |

|  |           |                              |
|  | Marcatori | 16’ Petrullo 87’ B. Spinelli |

| Arbitro: | Rizzo (Catania) |

|             |           |                                 |
| Canzian 64’ | Marcatori | 23’ Limido 45’ Mosele 60’ Bolis |

| Arbitro: | Pisacreta (Salerno) |

|              |           |           |
| Rebonato 16’ | Marcatori | 82’ Zanin |

| Arbitro: | Saia (Palermo) |

|                                                          |           |                          |
| Solimeno 2’ Beruatto 67’ (aut.) Massara 75’ Bruzzano 89’ | Marcatori | 77’ Pallotta 80’ Canzian |

| Mantova 2 giugno 1991 33ª giornata | Mantova          | 0 – 0 | Spezia | Stadio Danilo Martelli\| Arbitro: \| Contu (Carbonia) \| |
| Arbitro:                           | Contu (Carbonia) |       |        |                                                          |

| Arbitro: | Nepi (Ascoli Piceno) |

|                                       |           |  |
| Cornacchini 50’ (rig.) Cappellini 74’ | Marcatori |  |

### Coppa Italia
| Arbitro: | Bettin (Padova) |

|                           |           |  |
| Dezotti 60’ Ferraroni 85’ | Marcatori |  |

| Mantova 1º settembre 1990 Ritorno | Mantova         | 0 – 0 | Cremonese | Stadio Danilo Martelli\| Arbitro: \| Cesari (Genova) \| |
| Arbitro:                          | Cesari (Genova) |       |           |                                                         |

### Coppa Italia Serie C
| Arbitro: | Bertocci (Genova) |

|                                                            |           |                   |
| Petrullo 32’ (aut.) Piovani 37’ Cappellini 49’ Braghin 66’ | Marcatori | 78’ (aut.) Di Bin |

| Arbitro: | Puggina (Rovigo) |

|             |           |                |
| Rebonato 6’ | Marcatori | 66’ Manighetti |